# Giasemakīs Giasoumī
Giasemakīs Giasoumī (in greco: Γιασεμάκης Γιασουμή; Larnaca, 31 maggio 1975) è un ex calciatore cipriota, di ruolo attaccante.

## Carriera

### Club
Ha giocato nella massima serie dei campionati cipriota e greco.

### Nazionale
Ha esordito con la nazionale cipriota nel 1999, giocando 62 partite fino al 2009.